# Rotrou IV du Perche
Rotrou IV, né en 1135, tué en 1191, fut comte du Perche de 1144 à 1191. Il était fils de Rotrou III, comte du Perche, et d'Harvise d'Évreux.

## Biographie
Dès la mort de son père, il dut combattre son ennemi héréditaire, Guillaume III Talvas, comte de Ponthieu et seigneur d'Alençon. À partir de 1152, il combat le roi d'Angleterre Henri II Plantagenêt aux côtés du roi de France Louis VII le Jeune. Il est contraint de céder Moulins et Bonsmoulins au roi d'Angleterre. Une alliance matrimoniale avec la maison de Blois consolide le pouvoir du comté de Perche, qui était auparavant en déclin.
En 1189, Philippe II Auguste l'envoie en ambassade auprès du roi Richard Ier Cœur-de-Lion pour l'inciter à partir en croisade. Lui-même s'y engage, et meurt au cours du siège de Saint-Jean-d'Acre.
Il avait épousé avant 1160 Mathilde de Blois-Champagne († 1184), fille de Thibaut IV, comte de Blois, de Chartres, de Champagne et de Châteaudun, et de Mathilde de Carinthie, et avait eu :
- Geoffroy III († 1202), comte du Perche ;
- Étienne († 1205), seigneur de Mittainvillers, puis duc de Philadelphie ;
- Henri, vicomte de Mortagne ;
- Rotrou († 1201), 58e évêque de Châlons-sur-Marne ;
- Guillaume († 1226), 60e évêque de Châlons-sur-Marne, comte du Perche ;
- Thibaut, archidiacre à Reims.